# Celuloză
Celuloza este un compus organic natural din categoria polizaharidelor, fiind constituentul principal al membranelor celulelor vegetale. Împreună cu lignina (un compus macromolecular aromatic) și alți compuși macromoleculari, intră în structura pereților celulelor vegetale și conferă organismelor vegetale rezistență mecanică și elasticitate. Aceasta are aceeași formulă brută ca și amidonul, (C6H10O5)n, unde n poate atinge cifra miilor. Celuloza este constituită dintr-o catenă liniară, în care se regăsesc mii de unități de D-glucoză, legate între ele prin intermediul unor legături β(1→4).

Molecule de glucoză înlănțuite formând celuloza.

## Istoric
Celuloza a fost prezentă pe Terra de când au apărut copacii și plantele fiind constituentul principal al pereților celulari vegetali. Datorită acestui fapt nu există o dată anume pentru descoperirea ei; a apărut înainte de nașterea omului. Recunoașterea celulozei ca fiind un constituent principal al peretelui celular vegetal a fost prin descompunerea în glucoză. 
Anselme Payen este cel care a izolat celuloza pentru prima dată din lemn în 1838.
În prezent celuloza este polizaharida cea mai răspândită în natură. Procesul de prelucrare este îmbunătățit prin contribuția cercetătorilor științifici inclusiv în genetica plantelor (mulți fermieri fiind interesați de mutațiile genetice pentru a produce cantități mai mari de bumbac).